# Christo Iliew (siatkarz)
Christo Iliew, bułg. Христо Илиев (ur. 7 listopada 1951 w Trojanie) – bułgarski siatkarz, reprezentant kraju, srebrny medalista olimpijski (1980).
Podczas igrzysk w Moskwie w lipcu 1980 roku zdobył srebrny medal olimpijski w turnieju mężczyzn. Bułgarska reprezentacja zajęła wówczas drugie miejsce, przegrywając tylko z zespołem ze Związku Radzieckiego. Iliew wystąpił we wszystkich sześciu meczach – w fazie grupowej przeciwko Kubie (wygrana 3:1), Czechosłowacji (wygrana 3:0), Związkowi Radzieckiemu (przegrana 0:3) i Włochom (wygrana 3:1), w półfinale przeciwko Polsce (wygrana 3:0) i w finale ponownie przeciwko ZSRR (przegrana 1:3).